# Prix Thriller
Le Prix Thriller (Thriller Prize) est une récompense décernée par le Jury Thriller du Festival international du film fantastique de Bruxelles.
Ce prix est décerné depuis 2009.

## Palmarès
| Année | Film              | Titre original     | Réalisateur      | Pays               |
| ----- | ----------------- | ------------------ | ---------------- | ------------------ |
| 2009  | The Chaser        | 추격자, Chugyeogja | Na Hong-jin      | Corée du Sud       |
| 2010  | Cellule 211       | Celda 211          | Daniel Monzón    | Espagne / France   |
| 2011  | Territoires       |                    | Olivier Abbou    | France / Canada    |
| 2012  | Seule contre tous | The Whistleblower  | Larysa Kondracki | Allemagne / Canada |